# له وال
له وال (به فرانسوی: Le Val) یک کامین در فرانسه است که در Canton of Brignoles واقع شده‌است.
روستای کورنس در ناحیه له وال واقع شده است.

## خصوصیات
له وال ۳۹٫۳۴ کیلومترمربع مساحت و ۳٬۹۴۷ نفر جمعیت دارد و ۲۴۱ متر بالاتر از سطح دریا واقع شده‌است.